# Globig-Bleddin
Globig-Bleddin ist ein Ortsteil der Stadt Kemberg im Landkreis Wittenberg des Bundeslandes Sachsen-Anhalt.
1292 wurde Globig als Globik und 1376 Bleddin als Bledin erstmals urkundlich erwähnt. Im Oktober 1965 wurden beide Orte zur Gemeinde Globig-Bleddin zusammengeschlossen.
Die ca. 12 km südöstlich von Wittenberg gelegene Gemeinde gehörte seit 2005 der Verwaltungsgemeinschaft Kurregion Elbe-Heideland an.
Am 1. Januar 2009 wurde Globig-Bleddin in die Stadt Kemberg eingegliedert. Seit März 2010 sind Globig und Bleddin selbstständige Ortsteile von Kemberg.

## Historisches
Globig ist ein typisches Straßendorf aus dem 13. Jahrhundert. Der Ortsteil Bleddin wurde 1637 im Dreißigjährigen Krieg durch die Truppen des schwedischen Feldmarschalls Johan Banér fast vollständig zerstört. 1738 verwüstete ein Großfeuer nahezu das gesamte Dorf Globig. Im Verlauf der Schlacht bei Wartenburg im Jahr 1813 fanden mehrere Gefechte bei Globig und Bleddin statt.
Globig war seit jeher eine ländlich geprägte Gemeinde mit teils bis zu 1000 Einwohnern, ca. 25 bäuerlichen Groß- und Kleinbetrieben, einem Molkereibetrieb, einer Mühle und zwei Schmieden. Ferner gab es zwei Lebensmittelgeschäfte, einen Bäcker und einen Fleischer, zwei Schuhmacher, einen Schneidereibetrieb, eine Tischlerei, einen Stellmacher, einen Friseur  und zwei Gaststätten sowie einen Kindergarten, eine Grundschule mit acht Klassen und Lehrpersonal, die Freiwillige Feuerwehr, ein Postamt und das Bürgermeisteramt.

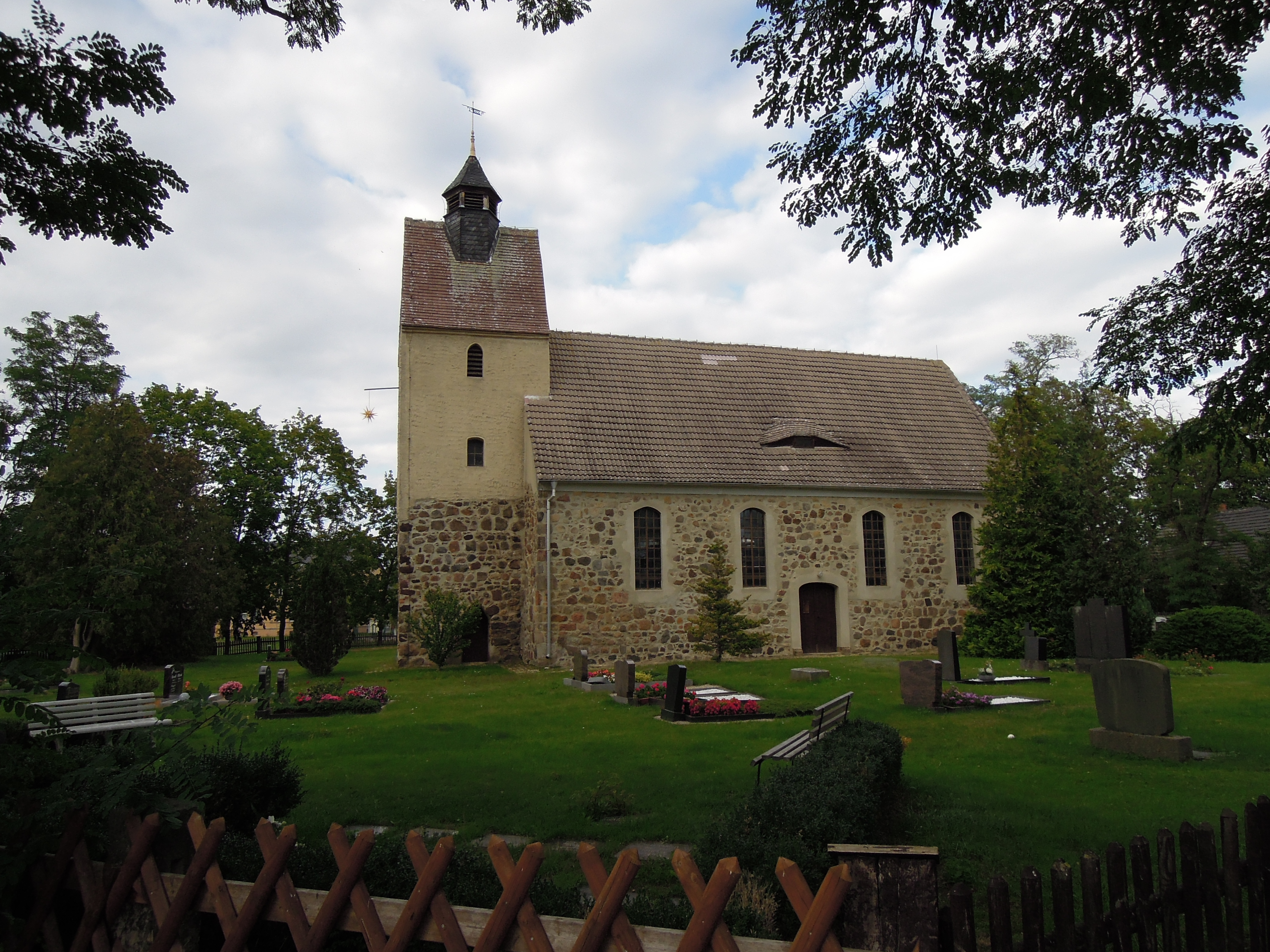
Kirche in Globig 2020

## Sehenswürdigkeiten
- Die im Kern gotische Kirche von Globig aus dem 13. Jahrhundert diente im Dreißigjährigen Krieg als Wehrkirche. 1726 wurde sie restauriert. Aus dieser Zeit stammt die Orgel. Die Kirche ist ein flachgedeckter Saalbau, an der später an der Ostseite eine Sakristei und im Süden eine Spitzbogentür errichtet wurden. Bemerkenswert sind die Deckenbemalung durch Michael Adolf Siebenhaar und der Taufstein von 1900.[4]  Restaurierungen erfolgten in den Jahren 1971 und 1990.
- Die Kirche von Bleddin wurde 1690 von Zimmermeister Bopp aus Wittenberg erbaut. Es handelt sich um einen im Barockstil gebauten flachgedeckten Putzbau mit quadratischem, verbrettertem Westturm aus backsteingefülltem Fachwerk. Altar, Kanzel und Empore sind mit Rankenwerk verziert. Die Altarbilder sind Kopien der Kemberger Altarbilder von Lucas Cranach d. J. Vorher stand dort eine ältere Kirche aus dem Jahre 1474, die 1578 abgebrochen wurde.[5]

## Verkehr
Etwa 2 km südwestlich von Globig verläuft die Bundesstraße 182. Die Bahnstrecke Pratau–Torgau mit dem Haltepunkt Globig wurde im Jahre 2012 stillgelegt, im Dezember 2014 auch die Busverbindung mit den Linien 342 und 343 der Vetter Busunternehmen GmbH nach Kemberg und zur Kreisstadt Wittenberg. Seit Januar 2015 verkehrt an sieben Tagen in der Woche ein Anrufbus der Linie 332 zwischen Wittenberg und Kemberg. Eine Voranmeldung von mindestens einer Stunde vor Fahrtbeginn per Telefon oder  Mail ist erforderlich.

## Söhne und Töchter von Globig
- Karl-Heinz Kupfer (* 1935), Nachrichtentechniker, Erfinder und Sachbuchautor